# Остров Топорков
Остров Топорко́в — остров в Беринговом море, один из четырёх островов Командорского архипелага.
Третий по величине остров архипелага, представляет собой плоский и низкий (средняя высота 9 метров) участок суши почти круглой формы диаметром чуть менее 1 км и площадью около 0,21 км² (без прилегающих скалистых отмелей). Находится на расстоянии 4 км к западу от мыса Входной Риф острова Беринга, на котором расположено село Никольское. Источники воды на острове отсутствуют.
Остров входит в состав государственного природного Командорского заповедника. Место массового гнездовья птиц — по оценкам орнитологов, популяция птиц на острове составляет около 50 000 — в основном топорки, чайки и бакланы.